# Ocna Șugatag
Ocna Șugatag es una comuna ubicada en el distrito de Maramureș, Rumania.

## Superficie
Cuenta con una superficie de 85,20 kilómetros cuadrados.

## Demografía
Hasta 2021 la población era de 3617 habitantes, con una densidad de población de 42,45 habitantes por kilómetro cuadrado.